# Escalivada
La escalivada o escalibada es un plato típico del área mediterránea de España, desde Cataluña hasta Murcia y desde el Bajo Aragón hasta Valencia, donde se conoce como espencat, así como de la región francesa del Rosellón. Consiste en diversas hortalizas típicas de la cocina mediterránea que se «escalivan», es decir, que se asan enteras al fuego directo y luego, una vez frías, se cortan en tiras y se sirven aliñadas. Las hortalizas básicas son la berenjena, el pimiento morrón y la cebolla, pero dependiendo del gusto, a veces se escaliva también patata, alcachofas, tomates, puerro (calçots) o dientes de ajo.
Es una de las tradicionales ensaladas de invierno españolas, en particular de la cocina catalana. En la Comunidad Valenciana, el espencat a veces incluye piñones, alcaparras o aceitunas, y se suele confundir con el esgarraet, que lleva sólo pimiento y bacalao. Se sirve así sola como primer plato, aunque también es común servirse como guarnición o para cubrir cocas como la de recapte. La versatilidad es una característica de esta sencilla preparación, ya que sobre la base vegetariana se puede adicionar huevo duro, pescado (como anchoas, sardinas o bacalao en salazón) o comerse acompañada de embutidos (como chorizo criollo o la chistorra).

## Etimología
«Escalivada» proviene del verbo escalivar, en aragonés y catalán 'poner al calivo o al caliu' respectivamente, es decir, al o 'rescoldo' de las brasas (en latín, calivum). Debido al betacismo aragonés, en esta región también se encuentra escrito como escalibada.
«Espencat» es el participio del verbo valenciano espencar, 'despencar', es decir, hacer pencas de algo (cortar en tiras). Así se denomina comúnmente, sobre todo cuando se le añade bacalao, y de él toma su nombre el popular grupo de música valenciano Aspencat.

## Características
Las verduras se asan, a la parrilla o en el horno, hasta que están cocidas. Se dejan enfriar para después pelarlas y despepitarlas. Para servir, se cortan en largas tiras de forma longitudinal y se aliñan con aceite de oliva y sal, y se suele añadir ajo a trozos pequeños. Es un plato que se come a temperatura ambiente por lo que suele ser más habitual su consumo en los meses de verano.
La escalivada puede comerse sola o como acompañamiento de un plato principal (carne, pescado, etcétera). Una forma típica de consumo es presentar la escalivada sobre una tosta de pan y acompañarla con unos filetes de anchoa. Otra de las múltiples versiones que tiene este plato es la de presentar la escalivada en forma de mousse o de pastel.

Galería
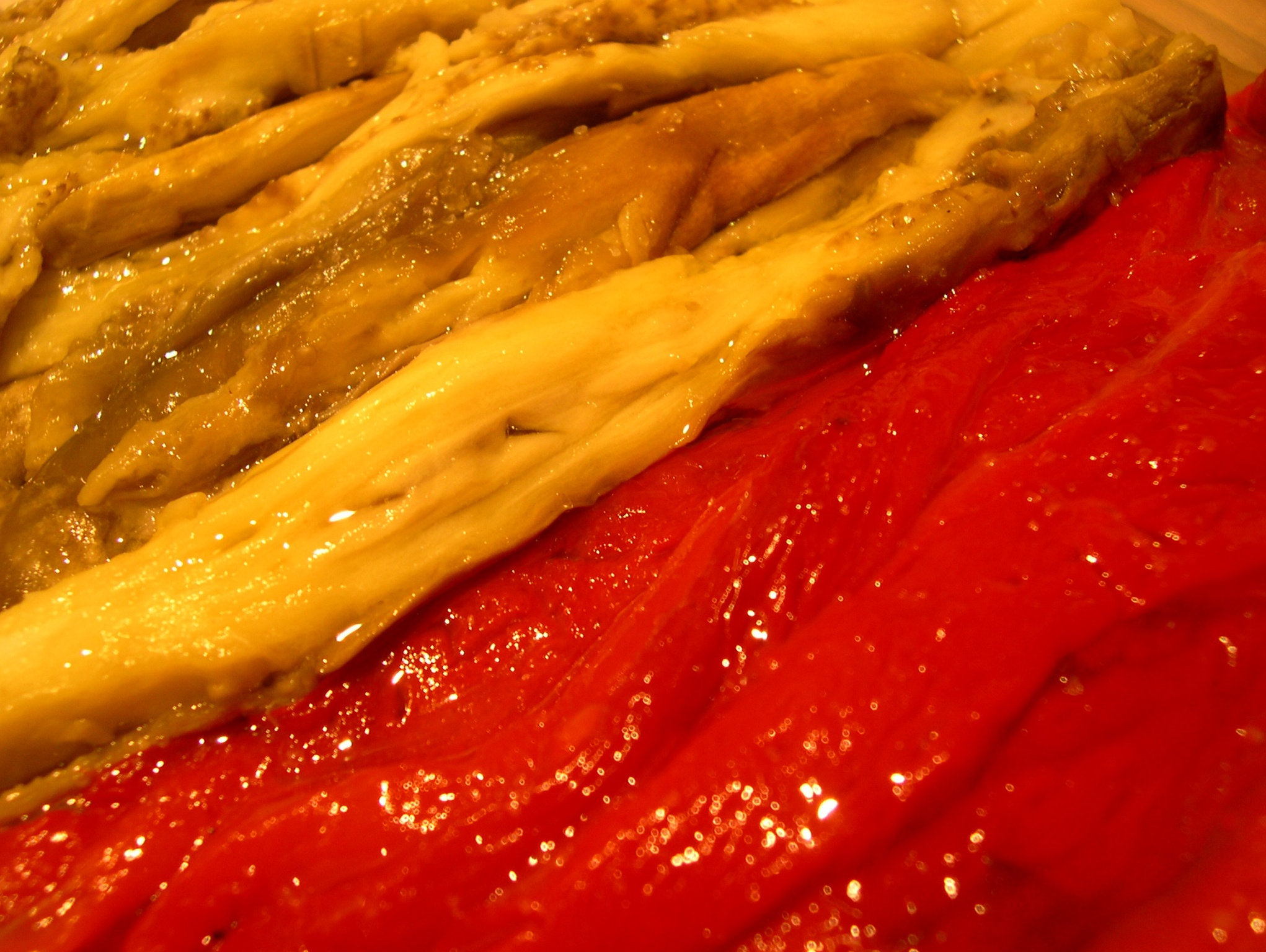
Pimiento y berenjena en tiras
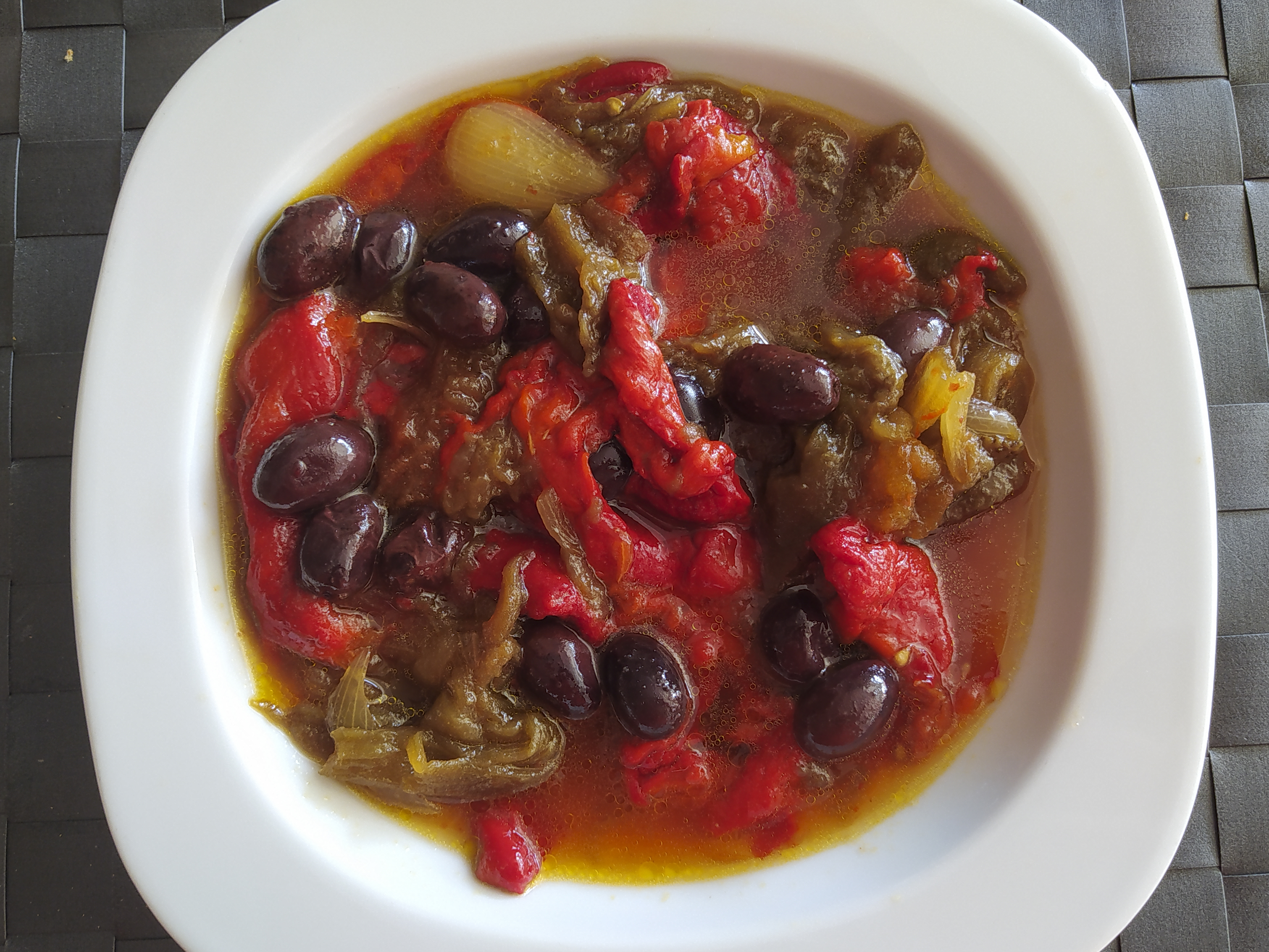
Escalivada con olivas
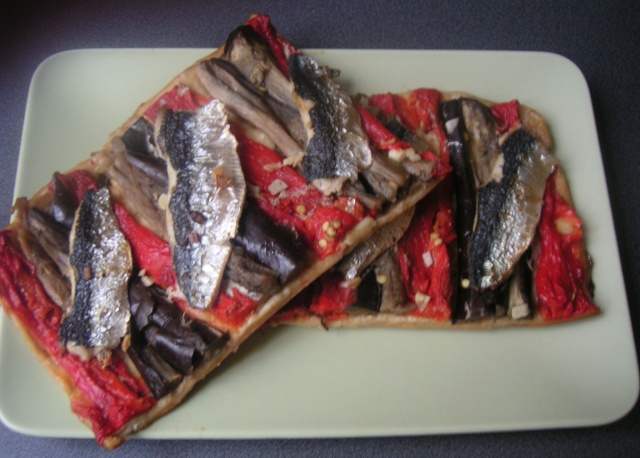
Coca de recapte
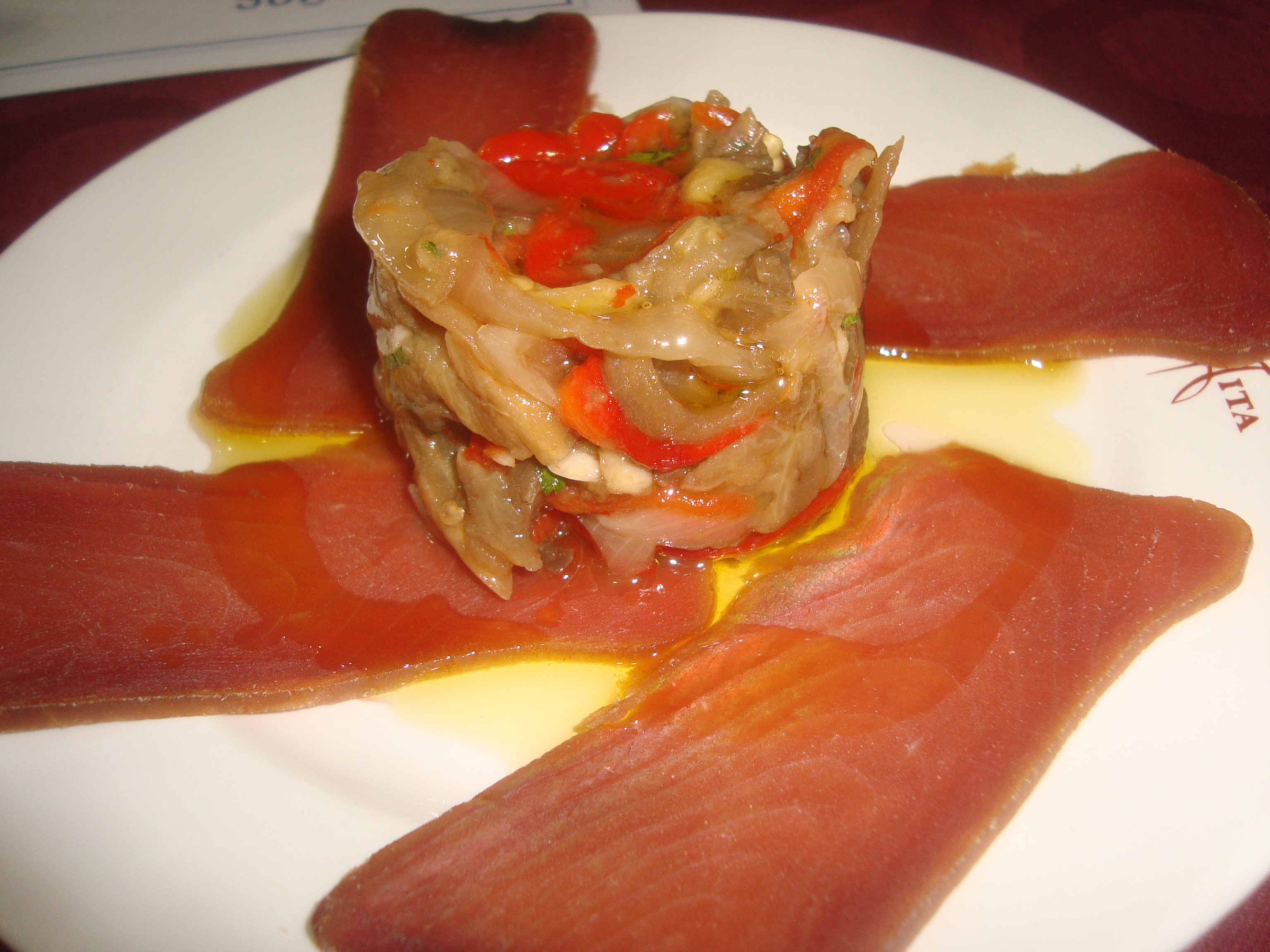
Mojama con escalibada
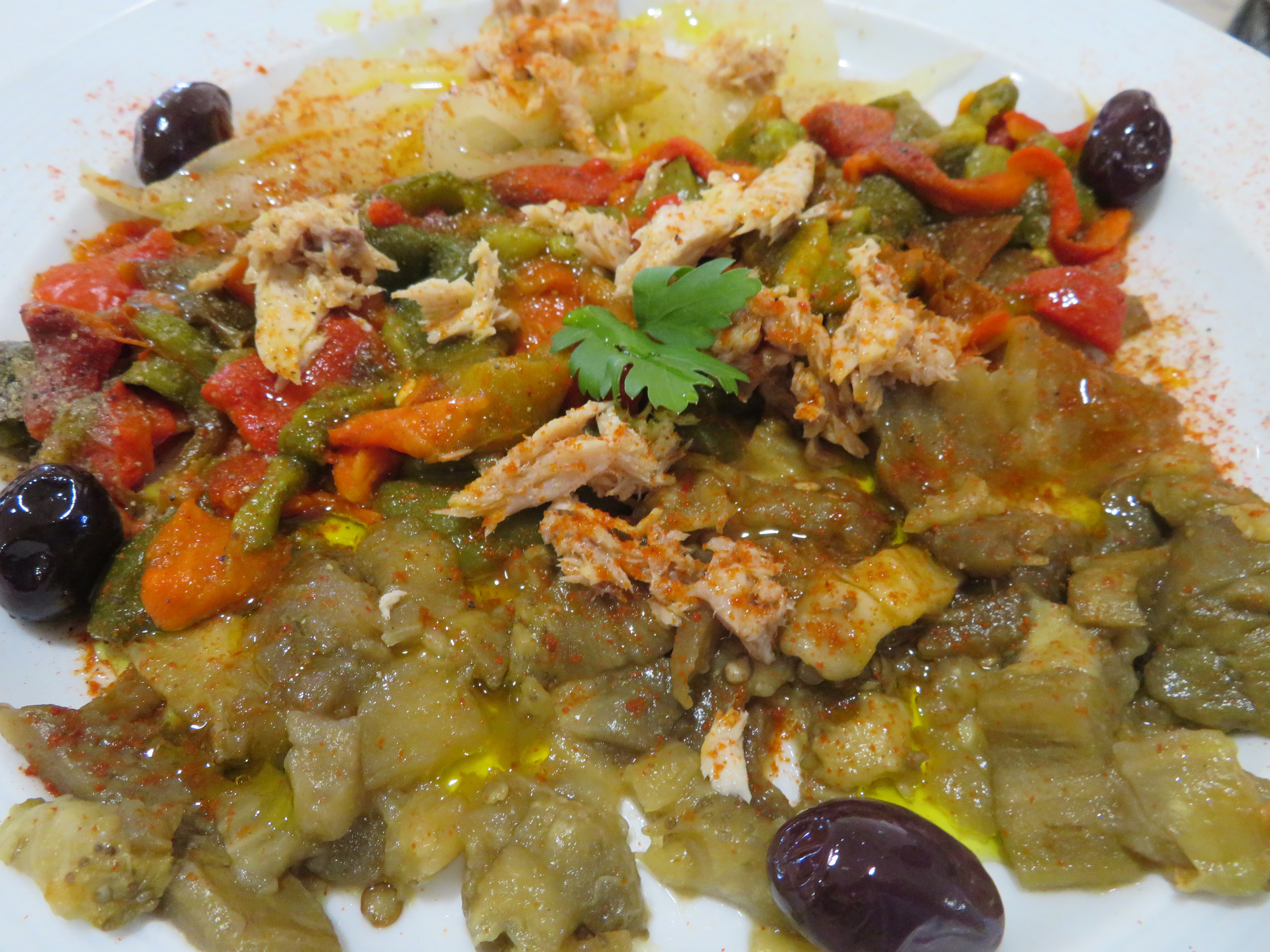
Plato de escalivada con atún.